# Desa Jenggolo (administrativ by i Indonesien, lat -8,17, long 112,54)
Desa Jenggolo är en administrativ by i Indonesien.   Den ligger i provinsen Jawa Timur, i den västra delen av landet, 700 km öster om huvudstaden Jakarta.